# Guastatoya
Guastatoya – miasto w centralnej Gwatemali. Jest stolicą departamentu El Progreso. Leży około 73 km na północ od stolicy - Gwatemali.
W 2008 roku miasto zamieszkiwało 17,5 tys. mieszkańców. Jest siedzibą władz gminy o tej samej nazwie, która w 2012 roku liczyła 22 653 mieszkańców. Gmina jest niewielka, a jej powierzchnia obejmuje zaledwie 182 km².
W mieście funkcjonuje klub piłkarski Deportivo Guastatoya. Rozgrywa mecze na lokalnym obiekcie Estadio David Cordón Hichos.